# Арттурі Вуоримаа
Арттурі Вуоримаа (фін. Artturi Vilho Vuorimaa 8 серпня 1890, Гельсінкі — 28 жовтня 1972, Гельсінкі) — фінський журналіст і правий політик, діяльний лідер патріотичного середовища. Учасник громадянської війни у Фінляндії на боці білих, активіст Руху Лапуа. Очолював оперативне командування повстанців під час заколоту в Мянтсяля, був автором повстанської декларації. Автор ряду публіцистичних робіт і історичних мемуарів. 

## В "білому" русі
Середню школу закінчив в Оулу. Носив прізвище Бломберг та ім'я Вільгельм Артур.
У 33-річному віці змінив шведські ім'я та прізвище на фінські — Арттурі Вуоримаа.
З юності дотримувався націонал-патріотичних і антикомуністичних поглядів. Брав участь в громадянській війні на боці білих.  
У квітні 1918 отримав звання лейтенанта в охоронному корпусі. Згодом був підвищений до капітана Збройних сил Фінляндії. 
Згодом займався журналістикою, спеціалізувався на економічних питаннях. Працював у журналі «Hakkapeliitta», що видавався за участі Охоронного корпусу . Виступав з антимарксистських позицій. Входив до керівництва Спілки фронтовиків, фінансистом якого був промисловець-корпоративіст Рафаель Гаарлем. 

## Військовий журналіст

### Лапуаський оперативник
Наприкінці 1929 Вуоримаа вступив до Руху Лапуа — праву організацію антикомуністів. Організовував пропаганду, опублікував ряд програмних текстів та художньо-публіцистичних праць. Підкреслював персональну значущість лідера Лапуаського руху Вігторі Косола. 
Арттурі Вуоримаа тяжів до методів прямої дії. Разом з Кості-Пааво Ееролайненом Вуоримаа очолював лапуаське оперативно-бойове угруповання. Під керівництвом Вуоримаа і Ееролайнена лапуаські бойовики здійснили низку операцій з нейтралізації комуністів і соціалістів. Зокрема, були арештовані й утримувані депутати Едускунти, що співпрацювали з комуністами: Ассер Сало, Ейно Пеккала, Яльмара Ретке.  
Ці дії призвели до арешту ватажків. Однак під тиском Лапуаського руху Вуоримаа і Ееролайнен були незабаром звільнені. 

### Повстанський ватажок
27 лютого 1932 Лапуаський рух підняв озброєний антиурядове повстання в Мянтсяля . Арттурі Вуоримаа взяв на себе оперативне керівництво і формулювання повстанської програми. Написана ним декларація вимагала викорінення червоного марксизму, марксистської соціал-демократії та усунення урядових діячів, що потурають марксизму. 
Після придушення заколоту Вуоримаа був заарештований. Суд визнав його головним натхненником і організатором повстанців.  
Вуоримаа отримав найбільший термін ув'язнення —  2,5 року. 
Звільнившись умовно-достроково, Вуоримаа продовжував свою діяльність. Однак тепер він обмежувався публікаціями і публічними виступами, утримуючись від акцій прямої дії.    

## Післявоєнна діяльність
Після Другої світової війни Арттурі Вуоримаа відійшов від практичної політики. Займався своїми мемуарами, виданими в 1967: "Kokenut kaikki tietää ... Muistelmiani seitsemältä vuosikymmeneltä" — Досвідчені все знають. Спогади семи десятиліть . 
З 1951 Арттурі Вуоримаа був секретарем Товариства слабочуючих в Гельсінкі. Займався медичними та соціальними проблемами людей з вадами слуху. Налагоджував контакти із профспілками. 

## Процес про авторські права
Арттурі Вуоримаа подавав до суду на письменника соціал-демократа Арво Сало за його п'єсу "Lapualaisooppera", в якій досить одіозно були представлені образи самого Вуоримаа, а також Вігторі Косола і Гільї Рійпінен (йшлося про затримання Ассера Сало). Крім того, Вуоримаа вважав порушеними свої авторські права, оскільки Сало запозичив фрагменти з його тексту, виданого в 1931. 
Суд першої інстанції визнав претензії Вуоримаа правомірними і зобов'язав Сало виплатити позивачеві 2000 марок. Однак Верховний суд змінив вердикт, вважаючи, що Сало мав право на свою трактовку фрагментів.

## Родина
Арттурі Вуоримаа був одружений, мав трьох доньок і двох синів. 
Помер у віці 82 років. 